# Hercostomus apiculatus
Hercostomus apiculatus är en tvåvingeart som beskrevs av Yang och Patrick Grootaert 1999. Hercostomus apiculatus ingår i släktet Hercostomus och familjen styltflugor.
Artens utbredningsområde är Zhejiang (Kina). Inga underarter finns listade i Catalogue of Life.